# Dystrykt Itezhi-Tezhi
Dystrykt Itezhi-Tezhi – dystrykt w południowej Zambii w Prowincji Południowej. W 2000 roku liczył 43 111 mieszkańców (z czego 51,43% stanowili mężczyźni) i obejmował 7998 gospodarstw domowych. Siedzibą administracyjną dystryktu jest Itezhi-Tezhi.